# Каркинитский заказник
Каркини́тский зака́зник (укр. Каркінітський заказник, крымскотат. Karkinit muvaqqat qoruğı, Каркинит мувакъкъат къоругъы) — орнитологический заказник общегосударственного значения в акватории Каркинитского залива (Крым); 3-й по площади заказник Крыма (после заказников Малое филофорное поле и Байдарский; 2-й — в Республике Крым). Создан 11 января 1978 года. Площадь — 27 646 га. Землепользователь — Крымский природный заповедник.
Каркинитский залив, что в составе заказника, имеет статус водно-болотных угодий международного значения, согласно Рамсарской конвенции с особым охранным режимом.

## История
Заказник основан Постановлением Совета Министров УССР от 11.01.78 г. № 43.

## Описание
Заказник создан с целью сохранения ценного орнитологического комплекса и сохранение уникальных водно-болотных угодий на крайнем востоке Каркинитского залива.
Территория заказника охватывает крайнюю восточную часть акватории Каркинитского залива Чёрного моря, которая вдаётся в крымский перешеек и ограничена мысом Картказак и территорией (смежной границей по акватории) филиала Крымского природного заповедника Лебяжьи острова. Административно относится к Красноперекопскому и Раздольненскому районам Крыма. Имеет незначительные сухопутный участок — в 2,5 км севернее села Курганное.
Ближайшие населённые пункты — из-за вытянутости объекта с запада на восток: сёла Портовое, Курганное и Рисовое, город — Красноперекопск.

## Природа
Природные условия островов — мелководье, обилие растительной и животной пищи — привлекают сюда множество птиц, преимущественно водоплавающих. Это одно из наибольших мест зимовки и гнездования водно-болотных птиц на Украине. Кроме того, Лебяжьи острова находятся на важном участке миграционного пути птиц из Европы в Африку и Азию. Количество видов пернатых, встречающихся на территории и акватории заповедника, достигает 265. Здесь во время линьки сосредотачиваются лебеди и другие водоплавающие птицы.
В нерестовый период и в период линьки лебедя-шипуна на территории Заказника объявляется особый режим (запрет проезда транспорта, нахождение посторонних лиц, использование природных ресурсов и т. п.), который определяется соответствующими распоряжениями государственных органов исполнительной власти в области охраны окружающей природной среды и рыбоохраны.
Кроме птиц, заповедник защищает также обитающих здесь млекопитающих: дельфинов — афалин, белобочек, морскую свинью; большого тушканчика и белого хоря. Кроме того здесь охраняются 4 вида исчезающих рыб: шип, белуга, черноморский лосось, морской конек.